# Prince Ital Joe
Joe Paquette (5 de maio de 1963 - 16 de maio de 2001), mais conhecido pelo seu nome artístico Prince Ital Joe, foi um cantor e rapper dominiquense de reggae, notável por suas colaborações com Mark Wahlberg. Prince também foi ator, aparecendo no filme Marked for Death, de Steven Seagal, e na série de televisão Players. Lançou dois álbuns e quatro singles.
Faleceu em 16 de maio de 2001 após ferimentos decorrentes de um acidente de carro no Phoenix, Arizona.

## Discografia
- Life in the Streets (1994)
- The Remix Album (1995)